# 이용휘 (1892년)
이용휘(李龍徽, 일본식 이름: 義川浩正, 1892년 10월 ~ ?)는 일제강점기의 관료이다.

## 생애
황해도 신천군 출신이다. 1916년에 조선총독부 군서기로 황해도 해주군에서 근무를 시작하면서 관계에 들어섰다.
이후 인사체계 개편으로 황해도 군속이 되었고, 은율군, 봉산군, 신계군에서 차례로 근무하였다. 1927년에는 황해도 곡산군 재무주임으로 임명되고 평양전매지국의 사리원출장소 소속으로 전매 업무를 겸했다.
1931년 4월에는 총독부 군수로 승진하였다. 황해도 수안군 군수에 임명되었다가 약 3년 동안 수안군수로 재직한 뒤 1934년에 사직하였다. 재무행정 분야에 주로 종사하면서 공을 세웠으며, 퇴관 당시 정7위에 서위되어 있었다.
퇴관 후 향리로 돌아가 재령군에 머물면서 재령군 재령읍장을 지냈다.
2008년 발표된 민족문제연구소의 친일인명사전 수록예정자 명단 가운데 관료 부문에 포함되었다.

## 참고자료
- 이용휘(李龍徽) - 국사편찬위원회